# 처치스 (신발)
처치스(Church's)는 영국의 신발 브랜드이다. 1873년에 창업하였다. 1930년대 뉴욕에 해외 점포를 출점하는 등 비교적 일찍부터 세계 시장을 내다보고 사업을 전개하고 있었다. 경영난에 빠져, 2000년에 이탈리아의 프라다의 자본을 받아 인수되어 2008년 현재 프라다 산하에 있다.